# Pénélope, folle de son corps
Pour plus de détails, voir Fiche technique et Distribution.
Pénélope, folle de son corps est un drame érotique réalisé par Alain Magrou, sorti en France en 1973 par Les Films Hustaix. Il est interprété par Janine Reynaud et Philippe Gasté.

## Scénario
Sur une île des Glénan, Pénélope attend son mari Ulysse, qui pêche au large de Dakar. Pendant cette attente, dans sa petite auberge, elle prête son corps, sans aucun remords, aux quatre amis de son mari. Mais une nuit où ses étreintes avec le gardien du phare durent plus que d'habitude, le phare n'est pas allumé à temps, et un voilier anglais s'échoue sur la plage, avec ses trois occupants: le capitaine Typhaine et deux jeunes filles anglaises. Typhaine est séduit par Pénélope, Paméla découvre l'amour avec un vieux loup de mer ventru à la retraite, et Eunice avec un chasseur de lapins. À son retour, Ulysse pardonne à sa femme, et, tandis que le bateau et ses trois passagers s'éloignent, c'est dans les bras de Pénélope qu'Ulysse lui montre que pour lui, l'amour doit être libre et naturel.

## Fiche technique
- Titre : Pénélope, folle de son corps
- Réalisation : Alain Magrou
- Scénario : Alain Magrou
- Musique : François de Roubaix
- Photographie : Marcel Fradetal
- Montage : Sophie Tatischeff
- Scénographie : Jacques Flamand
- Production : Marc Girbal, Danièle Mallarde, Marx Zerbib
- Société de production : Les Productions du Bassan
- Société de distribution : Les Films Hustaix
- Genre : drame érotique
- Durée : 75 minutes
- Date de sortie :
  - France : 15 février 1973

## Personnages et interprétation
- le narrateur : Bernard Tiphaine
- Janine Reynaud : Pénélope
- Philippe Gasté : Typhaine
- Cathy Reghin : Pamela
- Nyl Clottu : Eunice
- Georges Guéret : Asmodée
- Jacques Insermini : Marc
- Jean-Yves Gautier : Irbigan
- René Bernan : Bernan
- Sean O'Neil : Ulysse